# Marginatore
Il marginatore è un dispositivo fotografico utilizzato in camera oscura e destinato alla stampa su carta fotografica da pellicola negativa in bianco e nero o a colori.

## Principio di funzionamento
Lo strumento, generalmente costituito da due barre piatte di metallo nero scorrevoli fissate su un supporto rigido, ha il duplice scopo di tenere piatta la carta fotografica e di permettere la formazione di un bordino bianco di contorno durante l'ingrandimento fotografico.